# Saliżan Szaripow
Saliżan Szakirowicz Szaripow (ros. Салижан Шакирович Шари́пов; ur. 24 sierpnia 1964 w Özgönie) – rosyjski lotnik i kosmonauta, pułkownik, Bohater Republiki Kirgiskiej oraz Bohater Federacji Rosyjskiej (2005).

## Życiorys
W 1981 skończył szkołę średnią w Özgönie, a w 1982 szkołę techniczną w Andiżanie, później służył w radzieckim lotnictwie, w 1987 ukończył wyższą wojskową szkołę pilotów w Charkowie. W latach 1987–1990 był lotnikiem-instruktorem pułku lotniczego Środkowoazjatyckiego Okręgu Wojskowego w Tokmoku, w maju 1990 zarekomendowano go do włączenia do grupy kosmonautów, od października 1990 do marca 1992 przechodził ogólne przygotowanie, 6 marca 1992 zdał egzamin, 24 kwietnia 1992 został wyznaczony do drugiej (rezerwowej) grupy kosmonautów. W 1994 ukończył Państwową Akademię Nafty i Gazu i uzyskał kwalifikacje inżyniera ekologa, 28 lipca 1997 został zakwalifikowany do odbycia lotu, a od 23 do 31 stycznia 1998 odbywał swój pierwszy lot kosmiczny jako specjalista lotu Endeavour STS-89; spędził w kosmosie 8 dni, 19 godzin, 46 minut i 54 sekundy.
28 lutego 1998 został dowódcą dublującej (rezerwowej) załogi dublującej w programie 28 Ekspedycji, wiosną 2000 został przeniesiony do głównej załogi planowanej 29 Ekspedycji na stację kosmiczną Mir, jednak w grudniu 2000 wycofany z grupy. Od 14 października 2004 do 25 kwietnia 2005 odbywał swój drugi lot kosmiczny jako dowódca statku Sojuz TMA-5 i inżynier pokładowy 10 Ekspedycji na Międzynarodową Stację Kosmiczną; podczas wyprawy dwukrotnie wychodził w otwartą przestrzeń kosmiczną. Spędził w kosmosie 192 dni, 19 godzin, 1 minutę i 59 sekund.
W sierpniu 2016 został wyznaczony inżynierem pokładowym dublującej załogi Międzynarodowej Stacji Kosmicznej-16 i dublerem dowódcy statku Sojuz TMA-11, którego start zaplanowano na październik 2017.

## Odznaczenia
- Bohater Republiki Kirgiskiej
- Bohater Federacji Rosyjskiej (Rosja, 13 września 2005)
- Order „Za Wybitne Zasługi” (Uzbekistan)
- Medal za Lot Kosmiczny (NASA)